# 约翰·卡吉尔 (新西兰议员)
约翰·卡吉尔（英語：John Cargill；1821年4月10日—1898年1月2日），新西兰议会议员。

## 生平
1821年4月10日，约翰·卡吉尔出生于英国苏格兰首府爱丁堡，父亲威廉·卡吉尔曾是英军上尉，母亲是玛丽·安·耶茨，他是家中的第六个孩子、第五子。
1898年1月2日，约翰·卡吉尔于加拿大不列颠哥伦比亚省北奥卡纳根去世，享年76岁，葬于阿姆斯特朗。

## 家庭
1849年3月15日，约翰·卡吉尔与与莎拉·查丽蒂·琼斯（Sarah Charity Jones）在新西兰达尼丁结婚，他们育有至少3个儿子和5个女儿。